# Weense voetbalbond
De Wiener Fußball-Verband (Weense voetbalbond) of kortweg WFV is de vereniging van voetbalclubs voor de hoofdstad Wenen. DE WFV is lid van de ÖFB.

## Structuur
Onderstaand de structuur voor seizoen 2006/07.
| 1ste niveau | Wiener Stadtliga | 16 clubs  |
| 2de niveau  | Oberliga-A       | 16 clubs  |
| 2de niveau  | Oberliga-B       | 16 clubs  |
| 3de niveau  | 1. Klasse A      | 14 clubs  |
| 3de niveau  | 1. Klasse B      | 14 clubs  |
| 4de niveau  | 2. Klasse A      | 13 clubs  |
| 4de niveau  | 2. Klasse B      | 14 clubs  |
| 5de niveau  | 3. Klasse A      | 14 clubs  |
|             | Totaal           | 117 clubs |

## Voorzitters 1923-heden
| 1923-1927 | Ignaz Abeles       |
| 1927-1938 | Josef Gerö         |
| 1945      | Karl Zankl         |
| 1946-1959 | Franz Putzendopler |
| 1960-1972 | Julius Blazek      |
| 1972-1974 | Franz Horr         |
| 1974-1976 | Karl Sekanina      |
| 1976-1977 | Wilhelm Alexa      |
| 1977-1990 | Othmar Luczensky   |
| 1990-dato | Kurt Ehrenberger   |